# Epiro (mitologia)
Epiro (in greco: Ἤπειρος Ḕpeiros), nella mitologia greca, è la figlia di Agave ed Echione. 
Epiro accompagnò Cadmo e Armonia mentre stavano portando il corpo di Penteo. Durante l'accompagnamento Epiro morì e fu sepolta in un boschetto. Questo boschetto fu poi considerato sacro e l'intera regione fu poi ribattezzata Epiro in suo nome.
Il boschetto è considerato anche il luogo dove il figlio del re Cichiro uccise accidentalmente una giovane ragazza di nome Anthippe durante una battuta di caccia. Preso dal rimorso si gettò in un burrone e morì. Il re dei Caoni fondò la città di Cichiro nei pressi del burrone.